# Eben ein Stevens
Eben ein Stevens (Originaltitel Even Stevens) ist eine US-amerikanische Sitcom, die in den Jahren 2000 bis 2003 vom Disney Channel produziert wurde. Sie umfasst 65 Folgen in drei Staffeln. In Deutschland wurde die erste Staffel der Serie auf dem Kinderkanal ausgestrahlt, die anderen zwei Staffeln wurden bis jetzt in Deutschland nicht veröffentlicht. Allerdings war der Fernsehfilm Die Stevens schlagen zurück (Originaltitel The Even Stevens Movie), der Abschluss der Serie, im Jahr 2004 auf dem deutschen Ableger des Disney Channel zu sehen.
Eben ein Stevens gilt als Durchbruch für Shia LaBeouf, der die Hauptrolle verkörpert und durch die Serie in den USA einem breiteren Publikum bekannt wurde.

## Handlung
Louis Stevens lebt mit seinen Eltern und seinen Geschwistern Donald und Ren in einem Vorort von Sacramento. Louis gilt als schwarzes Schaf, da er im Gegensatz zu Donald und Ren in der Schule nicht besonders erfolgreich ist und sich und andere oft in Schwierigkeiten bringt. Die Serie fokussiert neben dem schulischen Alltag der beiden jüngeren Kinder sich vor allem auf das Privatleben der Familie, das von Streitigkeiten zwischen Louis und seiner Schwester geprägt ist.

## Charaktere

### Hauptfiguren

#### Louis Anthony Stevens
Louis ist das jüngste Kind der Familie. Er ist für sein Alter unreif, unhöflich, faul, laut, egoistisch, hinterlistig und spielt seinen Mitmenschen zusammen mit seinem besten Freund Alan Twitty sehr gerne Streiche, weswegen er häufig zum Nachsitzen geschickt wird. Sein Verhalten ändert sich im Laufe der Serie nicht groß, obwohl er älter wird. Seine Eltern bevorzugen seine Geschwister aufgrund ihrer Erfolge, allerdings lieben sie ihn trotz seiner Art dennoch und verteidigen ihren Sohn, wenn er wieder einmal etwas angestellt hat. Louis wirkt auf das andere Geschlecht meist nicht sehr anziehend, da er einen Hang dazu hat, zu fluchen und in der Nase zu bohren. Trotzdem werden er und seine beste Freundin Tawny am Ende der Serie ein Paar. In der zwölften Folge der zweiten Staffel wird erwähnt, dass er am 27. Juni Geburtstag hat.

#### Ren Stevens
Ren ist das mittlere Kind und geht in die achte Klasse. Sie ist äußerst wohlerzogen, intelligent und perfektionistisch, Eigenschaften, die im starken Kontrast zu ihrem Bruder Louis stehen. Ren ist die Klassenbeste, besessen von guten schulischen Leistungen und in vielen Wahlfächern vertreten, so stellt sie sich bei jeder Wahl als Kandidatin auf, beispielsweise zur Klassensprecherin, zudem ist sie die Moderatorin der schuleigenen Nachrichtensendung, schreibt für die Schülerzeitung und das Jahrbuch und war einige Wochen lang Mitglied des Cheerleader-Teams. Sie wird von dem Schuldirektor Wexley aufgrund ihrer Noten und ihres Engagements sehr geschätzt, für den sie als eine Art Assistentin fungiert. Da Ren stets versucht, Louis’ Pläne zu vereiteln, kommt es zwischen den beiden oft zu Konflikten.

#### Donald „Donnie“ Stevens
Donnie ist das älteste Kind der Familie. Er ist sehr sportlich und auf sein Aussehen bedacht. Aufgrund seiner Attraktivität und seines sportlichen Talents ist er ein Mädchenschwarm und besitzt an der Schule eine große Popularität, die auch nach seinem Abschluss noch anhält. Donnie ist nicht besonders intelligent und erhält außer in Sport keine guten Noten.

#### Steven „Steve“ Stevens
Der Familienvater Steve ist ein wenig sonderbar, als Anwalt tätig und in seinem Beruf recht erfolgreich. Während seines Studiums an der Michigan State University spielte er unter dem Spitznamen „Stiffie“ College Football, zudem betätigte er sich dort auch als Wrestler.

#### Eileen Stevens
Eileen, die aus einer jüdischen Familie stammt, tritt zwar gegenüber ihren Kindern streng auf, ist aber immer verständnisvoll und hilfsbereit, wenn sie ein Problem haben. Sie ist eine Senatorin und ruft im Jahr 2002 eine Kampagne für das Repräsentantenhaus ins Leben, diese scheitert allerdings knapp.

### Nebenfiguren

#### Alan Twitty
Alan ist Louis’ bester Freund. Alan hat eine ähnliche Persönlichkeit wie sein Freund, allerdings übertreibt er es im Gegensatz zu Louis nie bei ihren gemeinsamen Streichen und muss seinem Freund deswegen meistens aus der Klemme helfen. Von seinen Freunden wird er Twitty genannt. Er spielt Baseball, Basketball sowie Gitarre und kommt bei den Mädchen sehr gut an.

#### Tawny Dean
Tawny ist Louis’ beste Freundin, am Ende der Serie wird sie zudem seine erste feste Freundin. Anfangs ist Tawny sehr introvertiert, hat keine Freunde und gilt als Außenseiterin, dies ändert sich, als sie Louis kennenlernt. Tawny zieht meistens sehr dunkle Kleidung an, die dem Gothic-Stil ähnelt, was sie zwar von ihren Klassenkameraden abhebt, Tawny ist dies aber gleichgültig.

#### Thomas „Tom“ Gribalski
Tom ist ein weiterer Freund von Louis und ein Nerd. Immer wenn Louis einen neuen Plan ausheckt, will Tom davon nichts wissen und versucht, Louis von seinem Vorhaben abzubringen. Daher macht er bei Louis’ und Alans Streichen in der Regel nicht mit und wird schließlich eines ihrer Opfer. Wenn er redet, benutzt er oft wissenschaftliche und philosophische Fachbegriffe. Er ist intelligent und bewirbt sich in der dritten Staffel um einen Platz auf einer Schule für darstellende Künste, wird aber nicht aufgenommen.

#### Ruby Mendel
Ruby ist Rens beste Freundin und liebt es, Gerüchte über angebliche Liebespaare in der Schule zu verbreiten. In einer Folge kommt heraus, dass sie sehr für die Boygroup BBMak schwärmt, deren Mitglieder sich in der Episode selbst verkörpern. Ruby scheint aus New York zu kommen, da sie in der Originalfassung mit starkem Brooklyn-Akzent spricht.

#### Monique Taylor
Monique ist eine weitere Freundin von Ren und ein Cheerleader. Sie nimmt ihre Hobbys äußerst ernst und spricht im englischen Originalton mit einem typischen Südstaaten-Akzent.

#### Nelson Minkler
Nelson ist ein Freund von Ruby und leidet unter einer Vielzahl an Allergien. Deshalb ist er übervorsichtig, wenn er sich draußen befindet. Obwohl er viel Zeit mit Ren beziehungsweise Donnie verbringt, hat er mit Louis nur ein einziges Mal geredet. Er spricht zudem fließend Französisch.

#### Bernard „Beans“ Aranguren
Beans ist ein Nachbar der Stevens, der uneingeladen zu ihnen kommt, sich benimmt, als er wäre bei sich zu Hause und sich weigert, wieder zu gehen. Ein Running Gag ist seine Vorliebe für Speck, die so weit geht, dass er in einer Folge einen Speck-Schnellimbiss aufsucht. Im Laufe der Serie hilft er Louis und Twitty bei ihren Streichen, hintergeht sie dabei aber meistens.

#### Lawrence Anthony „Larry“ Beale
Larry ist ein Mitschüler von Ren und ihr größter Rivale. Obwohl er ebenfalls beliebt und charismatisch ist, zeigt er gegenüber Ren seine unangenehme und besserwisserische Seite. Larry versucht ständig, Rens Ruf zu zerstören, dies geht aber immer schief. Manchmal sucht er sich auch Louis als Opfer aus und ist eigentlich nur eifersüchtig auf Ren, würde dies aber nie zugeben. Im Film scheint er zudem eifersüchtig zu sein, als er einen Kuss zwischen Ren und einem Schauspieler beobachtet.

#### Coach Terry Tugnut
Terry ist der Sportlehrer von Louis, Donnie und Larry. Während letztere seine Lieblingsschüler sind, behandelt er Louis äußerst streng, weswegen er oft ein Ziel für dessen Streiche ist. Tugnut hat einen ausgeprägten Appetit und wog nach eigener Aussage einmal über 150 Kilogramm. Für den Schuldirektor Wexley ist Tugnut oft als Helfer tätig. Tugnut ist zudem geradezu besessen von Dodgeball, einer in den USA äußerst beliebten Ballsportart, ähnlich dem Völkerballspiel.

#### Conrad Wexler
Wexler ist der Schuldirektor der Lawrence Jr High. Ren ist mit Abstand seine Lieblingsschülerin, die beiden verstehen sich gut miteinander. Ren ist seine Assistentin, was meistens bedeutet, dass sie für ihn Aufgaben erledigen muss, für die er sich selbst zu schade ist. Rens Bruder Louis dagegen treibt ihn mit seinem Verhalten und seinen Streichen oft in den Wahnsinn.

#### Carla und Marla
Carla und Marla verehren Ren und sind zusammen mit ihr und Ruby für die Schülerzeitung als Redakteure tätig. Nach der Episode Quest for Coolness der zweiten Staffel kommen die beiden nicht mehr vor.

#### Robert „Bobby“ Deaver
Bobby war in der Middle School Rens fester Freund und kommt in sieben Folgen vor. Die beiden haben sich getrennt, da Louis ihr verraten hat, dass Bobby sie mit Mandy Sanchez, ihrer Rivalin, betrogen hat.

#### Ivan
Ivan ist in der ersten Staffel Larrys Sidekick und gegenüber ihm, aber auch anderen beliebten Schülern ein Ja-Sager.

## Besetzung
Die Synchronisation der Serie wurde bei der Bavaria Synchron nach einem Dialogbuch und unter der Dialogregie von Henning Stegelmann erstellt.

### Hauptfiguren
| Figur                   | Darsteller             | Deutscher Sprecher |
| ----------------------- | ---------------------- | ------------------ |
| Louis Anthony Stevens   | Shia LaBeouf           | Johannes Wolko     |
| Ren Stevens             | Christy Carlson Romano |                    |
| Donald „Donnie“ Stevens | Nick Spano             |                    |
| Steven „Steve“ Stevens  | Tom Virtue             |                    |
| Eileen Stevens          | Donna Pescow           |                    |

### Nebenfiguren
| Rolle                          | Darsteller              |
| ------------------------------ | ----------------------- |
| Alan Twitty                    | A.J. Trauth             |
| Tawny Dean                     | Margo Harshman          |
| Thomas „Tom“ Gribalski         | Fred Meyers             |
| Ruby Mendel                    | Lauren Frost            |
| Monique Taylor                 | Kenya Williams          |
| Nelson Minkler                 | Gary LeRoi Gray         |
| Bernard „Beans“ Aranguren      | Steven Anthony Lawrence |
| Lawrence Anthony „Larry“ Beale | Ty Hodges               |
| Coach Terry Tugnut             | Jim Wise                |
| Conrad Wexler                  | George Anthony Bell     |
| Carla                          | Lisa Foiles             |
| Maria                          | Krysten Leigh Jones     |
| Robert „Bobby“ Deaver          | Brandon Davis           |
| Ivan                           | Eric Jungmann           |

## Episodenliste

### Staffel 1
| Nr. (ges.) | Nr. (St.) | Deutscher Titel                 | Originaltitel            | Erstausstrahlung USA | Deutschsprachige Erstausstrahlung (D) | Regie                | Drehbuch                                |
| ---------- | --------- | ------------------------------- | ------------------------ | -------------------- | ------------------------------------- | -------------------- | --------------------------------------- |
| 1          | 1         | Schwester im Angebot            | Swap.com                 | 17. Juni 2000        | 13. Dez. 2001                         | Paul Hoen            | Ehrich Van Lowe                         |
| 2          | 2         | Ein Stevens kommt selten allein | Stevens Genes            | 24. Juni 2000        | 12. Dez. 2001                         | Sean McNamara        | Ehrich Van Lowe                         |
| 3          | 3         | Der Talentwettbewerb            | Take My Sister... Please | 1. Juli 2000         | 17. Dez. 2001                         | Paul Hoen            | Lore Kimbrough                          |
| 4          | 4         | Sherlock Stevens                | What’ll Idol Do?         | 8. Juli 2000         | 14. Dez. 2001                         | Allison Liddi        | Terry Maloney Haley & Mindy Morgenstern |
| 5          | 5         | Beste Freundinnen               | All About Yvette         | 15. Juli 2000        | 19. Dez. 2001                         | Allison Liddi        | Terry Maloney Haley & Mindy Morgenstern |
| 6          | 6         | Der Lebensretter                | Louis in the Middle      | 22. Juli 2000        | 18. Dez. 2001                         | Jonathan Winfrey     | Mark Fink                               |
| 7          | 7         | Fernsehfieber                   | Foodzilla                | 29. Juli 2000        | 20. Dez. 2001                         | Peter Baldwin        | Marc Warren                             |
| 8          | 8         | Mit harten Bandagen             | Family Picnic            | 5. Aug. 2000         | 21. Dez. 2001                         | Mark Rosman          | Matt Dearborn                           |
| 9          | 9         | Der Schrubbtag                  | Scrub Day                | 12. Aug. 2000        | 2. Jan. 2002                          | Neal Israel          | Dennis Rinsler                          |
| 10         | 10        | Nickerchen für Notleidende      | Easy Way                 | 19. Aug. 2000        | 3. Jan. 2002                          | Sean McNamara        | Tom Burkhard                            |
| 11         | 11        | Der Fall Karaoke                | Secrets and Spies        | 26. Aug. 2000        | 4. Jan. 2002                          | Peter Baldwin        | Sarah Jane Cunningham & Suzie Villandry |
| 12         | 12        | Süße Verführung                 | Deep Chocolate           | 2. Sep. 2000         | 7. Jan. 2002                          | Savage Steve Holland | Jessica Simpson                         |
| 13         | 13        | Die Zeit läuft                  | After Hours              | 9. Sep. 2000         | 8. Jan. 2002                          | Steve Dubin          | Matt Dearborn & Todd Elliasson          |
| 14         | 14        | Louis und Band                  | Battle of the Bands      | 5. Jan. 2001         | 9. Jan. 2002                          | Savage Steve Holland | Marc Warren                             |
| 15         | 15        | Geschenkt                       | Heck of a Hanukkah       | 12. Jan. 2001        | 14. Jan. 2002                         | Neal Israel          | Dennis Rinsler                          |
| 16         | 16        | Das große Ringen                | Luscious Lou             | 19. Jan. 2001        | 10. Jan. 2002                         | Mark Rosman          | Tom Burkhard                            |
| 17         | 17        | Ein tierischer Tipp             | Get a Job                | 26. Jan. 2001        | 11. Jan. 2002                         | Jonathan Winfrey     | Sarah Jane Cunningham & Suzie Villandry |
| 18         | 18        | Der Star-Regisseur              | Movie Madness            | 2. Feb. 2001         | 15. Jan. 2002                         | Peter Baldwin        | Sarah Jane Cunningham & Suzie Villandry |
| 19         | 19        | Der den Rumba tanzt             | Strictly Ballroom        | 9. Feb. 2001         | 16. Jan. 2002                         | Matt Dearborn        | Matt Dearborn                           |
| 20         | 20        | Fiesta Mexicana                 | Almost Perfect           | 16. Feb. 2001        | 17. Jan. 2002                         | Sean McNamara        | Tom Burkhard & Matt Dearborn            |
| 21         | 21        | Hochgeschaukelt                 | A Weak First Week        | 23. Feb. 2001        | 18. Jan. 2002                         | David Steinberg      | Matt Dearborn                           |

### Staffel 2
| Nr. (ges.) | Nr. (St.) | Deutscher Titel | Originaltitel               | Erstausstrahlung USA | Deutschsprachige Erstausstrahlung (D) | Regie                    | Drehbuch                                                    |
| ---------- | --------- | --------------- | --------------------------- | -------------------- | ------------------------------------- | ------------------------ | ----------------------------------------------------------- |
| 22         | 1         | -               | Starstruck                  | 15. Juni 2001        | -                                     | Jonathan Winfrey         | Marc Warren                                                 |
| 23         | 2         | -               | Shutterbugged               | 22. Juni 2001        | -                                     | Peter Baldwin            | Marc Warren                                                 |
| 24         | 3         | -               | Duck Soup                   | 29. Juni 2001        | -                                     | Sean McNamara            | David Brookwell & Sean McNamara                             |
| 25         | 4         | -               | Quest for Coolness          | 6. Juli 2001         | -                                     | Donna Pescow             | Dennis Rinsler                                              |
| 26         | 5         | -               | Secret World of Girls       | 20. Juli 2001        | -                                     | Fred Savage              | Tom Burkhard                                                |
| 27         | 6         | -               | Broadcast Blues             | 27. Juli 2001        | -                                     | KC Lynn De Stefano       | Sarah Jane Cunningham & Suzie Villandry                     |
| 28         | 7         | -               | Thin Ice                    | 3. Aug. 2001         | -                                     | Jonathan Winfrey         | Sarah Jane Cunningham & Suzie Villandry                     |
| 29         | 8         | -               | Head Games                  | 24. Aug. 2001        | -                                     | Peter Baldwin            | Tom Burkhard                                                |
| 30         | 9         | -               | Love and Basketball         | 31. Aug. 2001        | -                                     | John Tracy               | Edward C. Evans                                             |
| 31         | 10        | -               | Devil Mountain              | 7. Sep. 2001         | -                                     | Matt Dearborn            | Matt Dearborn                                               |
| 32         | 11        | -               | Wild Child                  | 28. Sep. 2001        | -                                     | Paul Hoen                | Dennis Rinsler                                              |
| 33         | 12        | -               | Easy Crier                  | 5. Okt. 2001         | -                                     | Marc Warren              | Barbie Feldman                                              |
| 34         | 13        | -               | A Very Scary Story          | 19. Okt. 2001        | -                                     | Sean McNamara            | David Brookwell & Sean McNamara                             |
| 35         | 14        | -               | Sadie Hawkins Day           | 2. Nov. 2001         | -                                     | Gregory Hobson           | Sarah Jane Cunningham & Suzie Villandry                     |
| 36         | 15        | -               | Sibling Rivalry             | 3. Nov. 2001         | -                                     | KC Lynn De Stefano       | Sarah Jane Cunningham & Suzie Villandry                     |
| 37         | 16        | -               | Wombat Wuv                  | 30. Nov. 2001        | -                                     | Donna Pescow             | Tom Burkhard                                                |
| 38         | 17        | -               | Uncle Chuck                 | 21. Dez. 2001        | -                                     | Ken Ceizler              | Dennis Rinsler                                              |
| 39         | 18        | -               | The Thomas Gribalski Affair | 28. Dez. 2001        | -                                     | Paul Hoen                | Scott Frazee & Brooke Kaiser                                |
| 40         | 19        | -               | Ren-Gate                    | 4. Jan. 2002         | -                                     | Neal Israel              | Matt Dearborn                                               |
| 41         | 20        | -               | Tight End in Traction       | 11. Jan. 2002        | -                                     | Philip Charles MacKenzie | Matt Dearborn                                               |
| 42         | 21        | -               | Influenza: The Musical      | 25. Jan. 2002        | -                                     | Sean McNamara            | Marc Warren                                                 |
| 43         | 22        | -               | Gutter Queen                | 15. Feb. 2002        | -                                     | Dennis Rinsler           | Sarah Jane Cunningham & Suzie Villandry Idee: Matt Dearborn |

### Staffel 3
| Nr. (ges.) | Nr. (St.) | Deutscher Titel | Originaltitel                         | Erstausstrahlung USA | Deutschsprachige Erstausstrahlung (D) | Regie                | Drehbuch                                |
| ---------- | --------- | --------------- | ------------------------------------- | -------------------- | ------------------------------------- | -------------------- | --------------------------------------- |
| 44         | 1         | -               | The Kiss                              | 22. Feb. 2002        | -                                     | Matt Dearborn        | Matt Dearborn                           |
| 45         | 2         | -               | Where in the World Is Pookie Stevens? | 1. März 2002         | -                                     | David Brookwell      | Sarah Jane Cunningham & Suzie Villandry |
| 46         | 3         | -               | My Best Friend’s Girlfriend           | 22. März 2002        | -                                     | KC Lynn De Stefano   | Marc Warren                             |
| 47         | 4         | -               | Your Toast                            | 19. Apr. 2002        | -                                     | Sean McNamara        | Dennis Rinsler                          |
| 48         | 5         | -               | Band on the Roof                      | 3. Mai 2002          | -                                     | Gregory Hobson       | Tom Burkhard                            |
| 49         | 6         | -               | Little Mr. Sacktown                   | 10. Mai 2002         | -                                     | Neal Israel          | Marc Warren                             |
| 50         | 7         | -               | Raiders of the Lost Sausage           | 31. Mai 2002         | -                                     | Fred Savage          | Scott Frazee & Brooke Kaiser            |
| 51         | 8         | -               | Close Encounters of the Beans Kind    | 14. Juni 2002        | -                                     | KC Lynn De Stefano   | Steve Slavkin                           |
| 52         | 9         | -               | Short Story                           | 21. Juni 2002        | -                                     | Peter Baldwin        | Sarah Jane Cunningham & Suzie Villandry |
| 53         | 10        | -               | Hutch Boy                             | 5. Juli 2002         | -                                     | Savage Steve Holland | Tom Burkhard                            |
| 54         | 11        | -               | Hardly Famous                         | 9. Aug. 2002         | -                                     | Gregory Hobson       | Sarah Jane Cunningham & Suzie Villandry |
| 55         | 12        | -               | The King Sloppy                       | 16. Aug. 2002        | -                                     | Richard Wafer        | Tom Burkhard                            |
| 56         | 13        | -               | Boy on a Rock                         | 30. Aug. 2002        | -                                     | Marc Warren          | Marc Warren                             |
| 57         | 14        | -               | Dirty Work                            | 6. Sep. 2002         | -                                     | Donna Pescow         | Matt Dearborn                           |
| 58         | 15        | -               | The Big Splash                        | 9. Sep. 2002         | -                                     | Paul Germain         | Matt Dearborn                           |
| 59         | 16        | -               | Beans on the Brain                    | 16. Sep. 2002        | -                                     | Dennis Rinsler       | Dennis Rinsler                          |
| 60         | 17        | -               | Snow Job                              | 23. Sep. 2002        | -                                     | Jonathan Winfrey     | Dennis Rinsler                          |
| 61         | 18        | -               | Stevens’ Manor                        | 28. Okt. 2002        | -                                     | David Grace          | Tom Burkhard & Matt Dearborn            |
| 62         | 19        | -               | Model Principal                       | 29. Nov. 2002        | -                                     | Grant Heslov         | Josh Lynn & Danny Warren                |
| 63         | 20        | -               | Surf’s Up                             | 31. März 2003        | -                                     | Paul Hoen            | Sarah Jane Cunningham & Suzie Villandry |
| 64         | 21        | -               | In Ren We Trust                       | 19. Mai 2003         | -                                     | David Kendall        | Marc Warren & Dennis Rinsler            |
| 65         | 22        | -               | Leavin’ Stevens                       | 2. Juni 2003         | -                                     | David Brookwell      | David Brookwell & Sean McNamara         |

## Produktion
Als die Pilotfolge gedreht wurde, hieß die Serie noch Spivey’s Kid Brother, als Disney sie im Jahr 1997 übernahm, wurde sie in Even Stevens umbenannt. Auf diese Änderung wird in der letzten Folge der ersten Staffel (A Weak First Week, deutscher Titel Hochgeschaukelt) Bezug genommen. In dieser sind Szenen aus besagter Pilotfolge als Rückblenden zu sehen, unter anderem hängt in der Turnhalle ein Banner mit der Aufschrift Home of Spivey and the Wild Wombats.
In jeder Folge von Eben ein Stevens kommt ein Zeitraffer zum Einsatz. Zudem wird im Vorspann auf Star Wars angespielt, da sich die Fernbedienungen von Louis und Ren (die als Knetfiguren dargestellt werden) in Lichtschwerter verwandeln.
Shia LaBeouf und Christy Carlson Romano waren die einzigen Darsteller, die in allen 65 Episoden der Serie mitspielten.

## Ausstrahlung
Die Erstausstrahlung der Serie erfolgte vom 17. Juni 2000 bis zum 2. Juni 2003 auf dem Disney Channel. Im April 2006 erwarb WGN America die Rechte an Eben ein Stevens sowie Lizzie McGuire. Die beiden Serien wurden auf dem Sender bis September 2008 wöchentlich wiederholt. Am Neujahrstag 2017 strahlte der Disney Channel die Pilotfolgen mehrerer seiner vergangenen Produktionen aus, darunter die von Eben ein Stevens. Seit November 2019 kann die Serie bei Disney+ gestreamt werden.

## Auszeichnungen und Nominierungen (Auswahl)
British Academy Children’s Award
- British Academy Children’s Award 2002

- Auszeichnung in der Kategorie Beste internationale Kinderserie

Daytime Emmy Award
- Daytime Emmy Awards 2003

- Auszeichnung in der Kategorie Beste Darstellung in einer Kinderserie, für Shia LaBeouf
- Nominierung in der Kategorie Beste Kinderserie
- Nominierung in der Kategorie Beste Darstellung in einer Kinderserie, für Donna Pescow

Directors Guild of America Award
- Directors Guild of America Award 2001

- Nominierung in der Kategorie Beste Regie in einem Kinderprogramm, für Paul Hoen
- Nominierung in der Kategorie Beste Regie in einem Kinderprogramm, für Sean McNamara

- Directors Guild of America Award 2002

- Nominierung in der Kategorie Beste Regie in einem Kinderprogramm, für Sean McNamara

- Directors Guild of America Award 2003

- Nominierung in der Kategorie Beste Regie in einem Kinderprogramm, für Gregory Hobson

Young Artist Award
- Young Artist Award 2001

- Auszeichnung in der Kategorie Beste Hauptdarstellerin in einer Comedyserie, für Christy Carlson Romano
- Nominierung in der Kategorie Beste Familien-Comedyserie
- Nominierung in der Kategorie Bester Hauptdarsteller in einer Comedyserie, für Shia LaBeouf
- Nominierung in der Kategorie Bester Gastdarsteller in einer Comedyserie, für Ty Hodges

- Young Artist Award 2002

- Auszeichnung in der Kategorie Beste Hauptdarstellerin in einer Comedyserie, für Christy Carlson Romano
- Auszeichnung in der Kategorie Beste Nebendarstellerin in einer Comedyserie, für Lauren Frost
- Nominierung in der Kategorie Bester Hauptdarsteller in einer Comedyserie, für Shia LaBeouf
- Nominierung in der Kategorie Bester Hauptdarsteller in einer Comedyserie, für A.J. Trauth
- Nominierung in der Kategorie Bester Nebendarsteller in einer Comedyserie, für Steven Anthony Lawrence

- Young Artist Award 2003

- Auszeichnung in der Kategorie Bester Nebendarsteller in einer Comedyserie, für Steven Anthony Lawrence
- Nominierung in der Kategorie Beste Nebendarstellerin in einer Comedyserie, für Lauren Frost

- Young Artist Award 2004

- Nominierung in der Kategorie Beste Nebendarstellerin in einer Comedy- oder Dramaserie, für Margo Harshman